# Lamprocryptus pedicatus
Lamprocryptus pedicatus là một loài tò vò trong họ Ichneumonidae.